# Vasilij Vasil'evič Radlov
Vasilij Vasil'evič Radlov, o Friedrich Wilhelm Radloff (in russo Васи́лий Васи́льевич Ра́длов?; 17 gennaio 1837 – Berlino, 12 maggio 1918), è stato uno storico russo di origine tedesca.

## Biografia
Dopo che Radlov ebbe lavorato come insegnante a Barnaul, si dedicò prevalentemente allo studio delle popolazioni autoctone siberiane pubblicando in seguito il libro Aus Siberen (1988) contenente le sue ricerche e scoperte etnografiche sui popoli della grande regione asiatica.
Nei successivi anni della sua vita si dedicò allo studio di antichità turche (a lui si deve la pubblicazione delle iscrizioni della valle dell'Orhon) e creò insieme ad altri la Turcologia, uno studio scientifico sui popoli turchi. Fu un fautore della creazione del Museo Etnografico Russo a San Pietroburgo.
Durante il regime stalinista Radlov e le sue ricerche furono accusate di panturchismo. Nel 1938 alcuni turcologi furono giustiziati o condannati a lavorare nei gulag siberiani.